# Arthroleptis affinis
Arthroleptis affinis är en groddjursart som beskrevs av Ahl 1939. Arthroleptis affinis ingår i släktet Arthroleptis och familjen Arthroleptidae. IUCN kategoriserar arten globalt som sårbar. Inga underarter finns listade i Catalogue of Life.